# W59 (核弾頭)
W59は、アメリカ合衆国が開発した核弾頭。アメリカ空軍の弾道ミサイル向けのものであり、ロスアラモス国立研究所で開発された。
ミニットマン I大陸間弾道ミサイルおよびスカイボルト空中発射弾道ミサイル向けに開発された。スカイボルトは1962年に開発が中止されたため、実用化されたのはミニットマン I向けである。ミニットマン Iは単弾頭ミサイルであり、Mk.5再突入体に格納された。熱核弾頭であり、核出力は1Mt。サイズは直径16.3インチ、長さ47.8インチ、重量550-553ポンド。信管は触発および空中爆発が用意された。1962年-1963年にかけて150発が生産されている。ミニットマン Iには1969年まで搭載されていた。

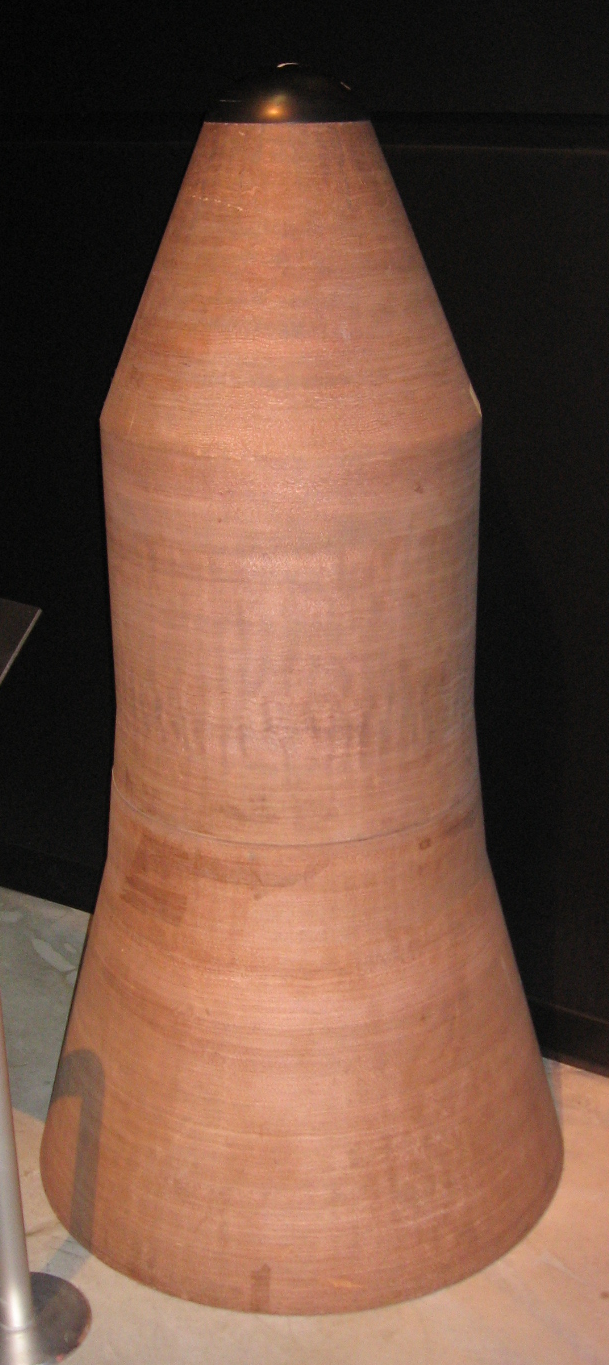
W59核弾頭が搭載されるMk.5再突入体